# لمونت فرنس (پنسیلوانیا)
لمونت فرنس (به انگلیسی: Lemont Furnace) یک منطقهٔ مسکونی در ایالات متحده آمریکا است که در شهرستان فایت، پنسیلوانیا واقع شده‌است. لمونت فرنس ۲٫۶۷ کیلومتر مربع مساحت و ۸۲۷ نفر جمعیت دارد و ۳۲۰٫۰۴ متر بالاتر از سطح دریا واقع شده‌است.